# Волынцовы
Волынцовы — древний дворянский род.

## История рода
Микула Александрович упоминается (1526). Владели поместьями в Тверском уезде в 1-й половине XVI столетия: Иван Иванович и его сыновья Семён, Алексей, Михаил (сытник), Фёдор Ивановичи и его внуки Фёдор, Анисим и Иван. Дмитрий и Борис Фёдорович владели во 2-й половине XVI столетия в Новгородской области. Иван Ильич нововёрстанный новик по Ряжску (1579).
Следующая ветвь рода в течение XVII века владела поместьями в Угличском уезде (1613—1713). Гурий Иванович воевода в Коле (1623), Пустозеорске (1625), Туринске (1631), московский дворянин (1627—1629). Григорий Иванович сделал вклад в Калязин монастырь (1628). Жилец Гурий Гурьевич воевода в Киеве (1665), его сыновья стольники.
Представители одной из ветвей рода служили по Путивлю и упомянуты (1653—1683).
Трое представителей рода владели населёнными имениями (1699).

## Известные представители
- Волынцов Андреян Гурьевич — стряпчий (1679), стольник (1680—1686).
- Волынцов Иван Гурьевич — стряпчий (1683), стольник (1686—1692)[3].